# Star One
Star One (іноді Arjen Anthony Lucassen's Star One) — нідерландський прогресив-метал супергурт, проєкт Ар'єна Ентоні Лукассена. Назва виникла на честь епізоду улюбленого британського науково-фантастичного серіалу Ар'єна «Blakes 7».
Цей проєкт передбачався як частина проєкту Люкассена Ayreon, але на відміну від Ayreon, Star One фокусується на важкій стороні музики, а пісні групи більш гитарно-орієнтовані, ніж прогресивні.
Більшість композицій гурту засновані на науково-фантастичних фільмах та серіалах.

## Історія
Проєкт Star One народився зі співпраці між Лукассеном та фронтменом Iron Maiden Брюсом Дікінсоном. Дікінсон запропонував ідею, і написав тексти, Лукассен написав музику, і таким чином було написано чотири пісні. Однак проєкт був припинений після того, як Ар'єн згадав про нього в Інтернеті, і менеджер Дікінсона припинив переговори. Замість того, щоб відмовитися від вже створеного матеріалу, Лукассен вирішив написати власну лірику для цих пісень і створив Star One.

## Склад
- Ар'єн Ентоні Лукассен — гітари, клавішні, мелотрон, орган Гаммонда, вокал
- Рассел Аллен — вокал
- Дамьен Вілсон — вокал
- Дан Свано — вокал
- Флор Янсен — вокал
- Пітер Вінк — бас
- Ед Уорбі — ударні
- Ґери Веркамп — соло-гітара
- Йуст ван ден Бройк — клавішні[4]

## Дискографія
- «Space Metal» (2002)
- «Live on Earth» (концертний альбом) (2003)
- «Victims of the Modern Age» (2010)[5]
- «Revel in Time» (2022)